# Åsa Andersson
Åsa Andersson, född 21 juni 1966, är sedan 2022 direktör för klubben Skellefteå AIK. Hon blev då den enda kvinnan i en ledande position inom Svenska Hockeyligan. Tidigare har hon arbetat som verkställande direktör på Skelleftebostäder samt Skellefteå Industrihus. Hon efterträdde Per-Anders Israelsson som varit klubbdirektör i 25 år.